# Glasgow Warriors
Glasgow Warriors és un equip professional de rugbi a 15 escocès que participa en la Magners League. El club disputa els seus partits a la ciutat de Glasgow, a l'estadi Firhill Stadium.
La temporada 2014–15, entrenats per Gregor Townsend, els Warriors van acabar en 1a posició de la Pro12 League. Després de superar els play-offs, l'equip va aconseguir batre al Munster a la final, convertint-se així en el primer equip escocès en aconseguir guanyar aquesta competició.

## Palmarès
- Pro12 League (1): 2014-15

## Jugadors emblemàtics
- Allastair Kellock